# Chemiehaven
De Chemiehaven is een haven in het Botlek-gebied in Rotterdam met een omvang van 22 ha. Een van de belangrijkste bedrijven aan de Chemiehaven is AkzoNobel, die hier onder meer een chloorfabriek heeft staan.
De Chemiehaven is aangelegd tussen 1954 en 1957 in het kader van de ontwikkeling van het Botlekgebied. De Chemiehaven is in de jaren zestig en zeventig ernstig vervuild geraakt. Deze vervuiling is in 2002 en 2003 gesaneerd.